# مرد روانی (آهنگ)
مرد روانی تک آهنگی از گروه هوی متال بلک سبث است. در ابتدا در آلبوم Reunion در سال ۱۹۹۸ منتشر شد و اولین تک‌آهنگ از دو تک‌آهنگ جدید آلبوم بود که دیگری آهنگ «Selling My Soul» نام داشت. این آهنگ در جدول اصلی موسیقی راک ایالات متحده به رتبه ۳ رسید. این آهنگ بعداً در مجموعه شاهزاده تاریکی آزی آزبورن در سال ۲۰۰۵ گنجانده شد. موسیقی و شعر توسط خواننده: آزی آزبورن و گیتاریست: تونی آیومی نوشته شده‌است. "Psycho Man" و "Selling My Soul" تنها آهنگ‌های Black Sabbath هستند که فقط به این دو عضو نسبت داده می‌شوند. در کانادا، این آهنگ به رتبه ۲۴ در جدول RPM رسید.
در سال ۱۹۹۹، "Psycho man" توسط دنی سابر برای بدون مرز: سودی برای پناهندگان کوزوو ریمیکس شد. رابرت کریستگاو ، منتقد موسیقی، از آن به عنوان یکی از نکات برجسته آلبوم تقدیر کرد.
از آنجایی که از دستگاه درام برای آهنگ «Selling My Soul» استفاده شد، «Psycho Man» آخرین آهنگ اصلی Black Sabbath است که بیل وارد را در استفاده از درامز به نمایش می‌گذارد.

## فهرست آهنگ
1. "Psycho Man" (ریمیکس دنی صابر) - ۴:۱۷
2. "Psycho Man" (ویرایش رادیویی) - ۴:۰۶
3. "Psycho Man" (نسخه آلبوم) - ۵:۲۳

## پرسنل
- آزی آزبورن – آواز
- تونی آیومی – گیتار
- گیزر باتلر – گیتار باس
- بیل وارد – درامز
- باب مارلت - تهیه کنندگی، مهندسی